# Будинок Траст Банку
Будинок Траст Банку (англ. Trust Bank Building) — хмарочос в Йоганнесбурзі, ПАР. Висота 31-поверхового будинку становить 140 метрів. Будівництво було завершено в 1970 році. 